# Ignazio Lupo
Ignazio Lupo (Corleone, 21 marzo 1877 – New York, 13 gennaio 1947) è stato un mafioso italiano, uno dei più potenti, pericolosi e temuti boss di New York, dalla fine dell'Ottocento fino agli anni venti.

## Biografia
Ignazio Lupo nasce a Corleone il 21 marzo 1877, figlio di Rocco Lupo e Onofria Saietta. Quando emigra a New York nel 1898, dopo aver ucciso un uomo di nome Salvatore Morello, è già un giovane e temuto mafioso. Si stabilisce a Little Italy e apre con un cugino materno, che di cognome fa Saietta, un piccolo negozio di alimentari. Apre un'altra attività a Brooklyn, vendendo olio, formaggi e vino importati dalla Sicilia. Si allea con la Famiglia Morello, suoi compaesani e vecchi soci sin da quando era ancora a Corleone, e ne sposa una delle sorelle che si chiama Salvatrice.
Inizia ad occuparsi di estorsioni, usura, rapine, della vendita di biglietti della lotteria italiana, gioco d'azzardo, falsificazione e contrabbando di dollari falsi. La sua base principale era a Little Italy, dove la locale comunità era terrorizzata da lui e dai suoi uomini. Tra i suoi uomini di fiducia spiccavano suo fratello Giovanni Lupo, Joseph Catania, Charles Umbriaco, Tommaso Petto, Giuseppe Palermo e Giuseppe Fanaro. Proprio in quel periodo quale? Lupo ed i suoi uomini sono sospettati di oltre 50 omicidi.
Il 23 luglio 1902, a Bay Bridge, quattro ragazzini scoprono il corpo di un uomo che verrà identificato in Joseph Catania, uno degli uomini di Lupo. Catania era stato ucciso dagli stessi uomini di Lupo, su richiesta di suo cognato Giuseppe Morello. Il 14 aprile 1903 in una stradina di Elizabeth Street di fronte ad un edificio viene scoperto un barile con dentro il corpo di un siciliano con la gola squarciata ed i genitali in bocca, colpito da decine di coltellate. L'uomo massacrato è il mafioso Benedetto Madonia. Quest'omicidio passerà alla storia come l'omicidio del barile.
Due giorni dopo, il 16 aprile, la polizia fa irruzione nella casa di Lupo, che viene arrestato con l'accusa di essere coinvolto nell'omicidio di Madonia; i poliziotti trovano in casa tre revolver, alcune lupare e un grosso coltello. Il 30 aprile viene rilasciato dopo aver pagato 5000 dollari di cauzione, grazie ai potenti contatti politici suoi e di suo cognato Giuseppe Morello. Nello stesso anno apre assieme a suo padre un altro negozio di alimentari. Lupo continua ad arricchirsi con le estorsioni ai commercianti, ed è per una di queste estorsioni che viene arrestato. Infatti il 17 novembre 1909 viene arrestato per le estorsioni ad un grosso commerciante di formaggi siciliani, Salvatore Manzella. Ma grazie alle sue protezioni politiche e allo stesso Manzella che lo scagiona, viene rilasciato dopo pochi giorni.
Nel gennaio 1910 i servizi segreti lo arrestano assieme a Giuseppe Palermo, un suo socio e uomo di fiducia, in una sua proprietà di Bath Beach a Brooklyn; nella casa trovano alcune pistole e documenti e passaporti intestati a Joseph Lo Presti, l'alias preferito di Lupo. Oltre a lui verranno arrestati anche suo cognato Giuseppe Morello ed altri membri della Cosca. I servizi segreti avevano scoperto un colossale contrabbando di dollari falsi gestito dalla Famiglia Morello, a cui era riconducibile il famoso omicidio del barile. Lupo viene condannato a 20 anni di carcere, ma grazie alle sue amicizie verrà rilasciato agli inizi del 1920, ritornando ai suoi soliti racket, con in più il nuovo business del proibizionismo, ed acquisendo inoltre la gestione della lotteria italiana a Brooklyn.
Alla fine degli anni trenta il vecchio boss, ormai stanco, decide di ritirarsi dagli affari. Alcuni anni dopo, il 13 gennaio 1947, Ignazio Lupo muore di cause naturali all'età di 70 anni.